# Wilson Camacho
Wilson Manuel Camacho Peralta (Moca, provincia Espaillat, República Dominicana, 1 de marzo de 1976) es un abogado, psicólogo y sociólogo dominicano. Camacho es procurador adjunto del Ministerio Público y desde el 7 de marzo de 2023 es el director de la Dirección de Persecución del Ministerio Público. Anteriormente, desde el 2020, fue el Titular de la Procuraduría Especializada de Persecución de la Corrupción Administrativa (PEPCA).
Desde que asumió el control de la PEPCA en agosto del 2020, ha llevado a la justicia, en colaboración con la actual Procuradora General de la República, Yeni Berenice, a numerosos casos de corrupción que involucraron a exfuncionarios del gobierno de Danilo Medina (2012-2020). Entre los casos más emblemáticos se encuentran el denominado Operación Calamar, Operación Antipulpo, Operación Medusa, Operación Coral, y Coral 5G 

### Biografía
Wilson Manuel Camacho Peralta nació en el municipio de Moca, Provincia Espaillat. Es hijo de Minerva Mercedes Peralta y de José Del Carmen Camacho. Está casado con Yeidy Olmeda, juntos han procreado tres hijos, juntos son el Clan Camacho Olmeda.

### Educación
Se graduó de Abogado y Psicología en la Universidad Tecnológica de Santiago (UTESA) en los años 2001-2008 y en 2017 se graduó de dos especializaciones, una en Derecho y otra Relaciones Internacionales en la Universidad Autónoma de Santo Domingo. En 2019 se graduó de una Especialidad en Gestión Administrativa del Ministerio Público de la Escuela Nacional del Ministerio Público (ENMP). Posee una maestría en Derecho Penal y Derecho Procesal Penal de la Universidad APEC.
Camacho posee un Diplomado Internacional en Litigación Penal que realizado en la Universidad Alberto Hurtado de Santiago de Chile en el año 2008. También tiene un Diplomado en Procedimiento Laboral en la Universidad Autónoma de Santo Domingo (UASD) cursado en el año 2004.